# Jonah Jones (Jazzmusiker)

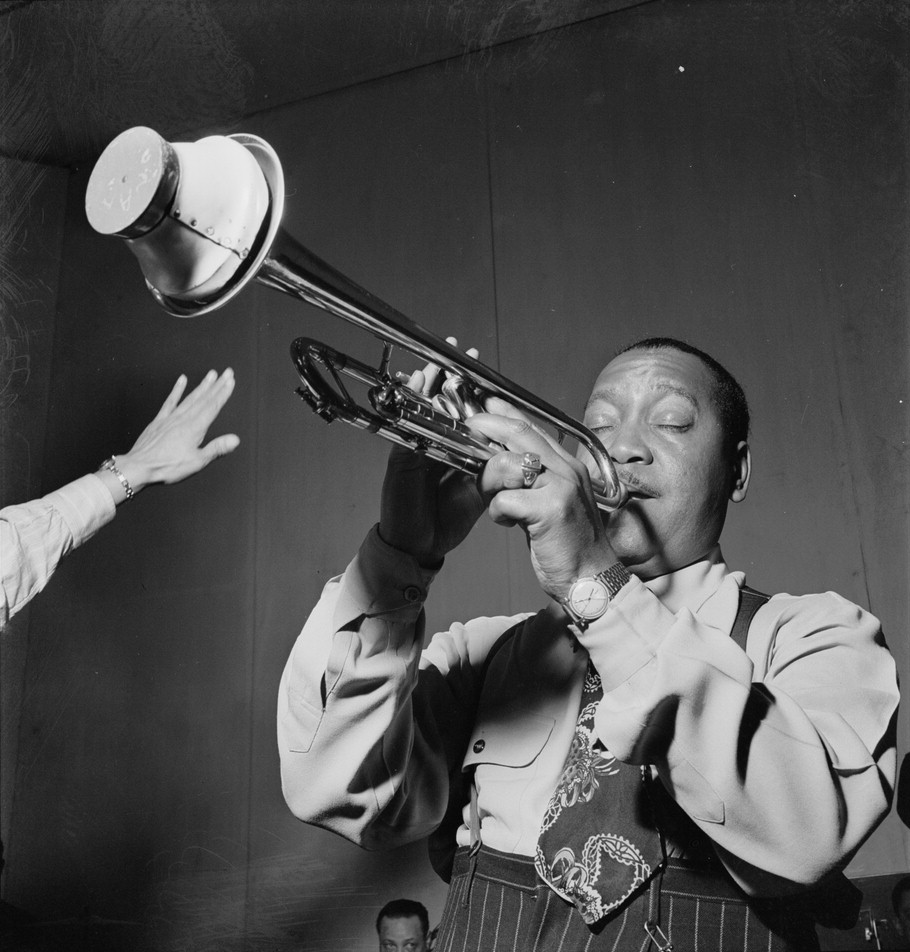
Jonah Jones, ca. März 1947.
Fotografie von William P. Gottlieb.

Robert Elliott „Jonah“ Jones (* 31. Dezember 1908 in Louisville, Kentucky; † 30. April 2000 in New York City) war ein US-amerikanischer Jazz-Trompeter des Swing. 

## Leben
Seinen Einstieg in die Jazzmusik hatte er schon als Elfjähriger in der Booker T.Washington Community Center Band seiner Heimatstadt, in der auch Dicky Wells anfing und in der er seinen Spitznamen Jonah erhielt (sein Chef erwischte ihn bei einer falschen Note, verfiel aber leicht ins Stottern bei der Ermahnung von „Jones“). Sein erstes professionelles Engagement erhielt er wie viele damalige Jazzmusiker auf den Raddampfern des Mississippi und Ohio River. 1928 trat er der Horace Henderson Band bei und spielte 1930 bis 1931 in der Band von Jimmy Lunceford. Danach schloss er sich 1932 bis 1934 (und wieder 1936 bis 1940) der Onyx-Club-Band des Swing-Geigers Stuff Smith in New York an. Daneben arbeitete er für Lil Hardin Armstrong, McKinney’s Cotton Pickers (1935), Benny Carter (1940/41) und Teddy Wilson. 
Von 1941 bis 1950 war er Mitglied der Cab-Calloway-Band (Solo auf Jonah Joins the Cab 1943), wo er u. a. in einer Porgy-and-Bess-Produktion mitspielte (im Orchester und in einer kleinen Nebenrolle), wie auch wieder 1953 am Broadway. 1946 nahm er in Paris für das Label Swing auf („I'm Headin’ for Paris“); Anfang der 1950er Jahre war er bei Earl Hines (1952/53) und arbeitete mit Lionel Hampton, absolvierte 1954 eine sehr erfolgreiche Europatournee, bevor er 1955 ein eigenes Quartett gründete, das im „Embers“ spielte. Mit On the street where you live hatten sie einen Millionen-Hit und erhielten 1958 einen Grammy für das Album I dig chicks (Best Jazz Group Performance). Jones wurde zum Star (wegen mancher Ähnlichkeiten zu Armstrong bekam er den Spitznamen „King Louis II.“), trat im Fernsehen auf (u. a. in einer Fred-Astaire-Show) und bei Galas etwa mit Fürst Rainier von Monaco, dem König von Thailand oder Präsident Lyndon B. Johnson. Bis in die 1980er Jahre unternahm er erfolgreiche weltweite Tourneen (so 1988 in Europa).
Jones war mit seiner Jugendfreundin Elisabeth Bowles († 1993), die selbst Musikerin war, verheiratet und hatte vier Kinder.

## Auswahldiskografie
- Jonah Jones 1936–1945 (Classics 972), mit Tyree Glenn, Joe Marsala, Buster Bailey, Ike Quebec, Clyde Hart, Eddie Condon, John Kirby, Milt Hinton, Cozy Cole, George Wettling, J. C. Heard